# ドン・ブラウン
ドン・ブラウン またはドナルド・ベックマン・ブラウン(Donald Beckman Brown, 1905年6月24日-1980年5月17日）は、GHQ情報課長。アメリカ人。第二次世界大戦時の対日プロパガンダ、日本占領期のマスメディア政策や広報活動に従事した。アメリカ式のパブリック・リレーションズを日本に紹介した中心的人物であるほか、GHQ時代の自身の文書をはじめ、新聞・雑誌など日米関連の膨大な資料を残したことで知られる。

## 経歴
カヤホガ郡 (オハイオ州)クリーブランド生まれ。1926年ピッツバーグ大学でバチェラー・オブ・アーツ（人文・社会科学系の学士)を取得、1930年に初来日。来日目的は不明。『クリスチャン・サイエンス・モニター』や『シカゴ・デイリー・ニューズ』に記事を送るほか、1933年より東京の英字新聞『ジャパン・アドヴァタイザー』で記者として働いていたが、1940年に同紙が『ジャパン・タイムズ』に買収されたため退職して帰国しニューヨークで暮らす。ＵＰ通信記者を経て、1942年にアメリカ政府のプロパガンダ機関である戦時情報局(OWI)のニューヨーク事務所に入り、対日心理戦略のひとつである対日宣伝ビラ（伝単）の作成に携わるほか、海外映画課に所属し、戦後の極東におけるアメリカ映画配給体制についての提案などをした。1944年7月には対日宣伝ビラ作成の指導にオーストラリアに派遣される。
終戦でOWIが国務省国際情報局に吸収されたことから、国務省からの派遣という形で、終戦直後の1945年12月にGHQの民間情報教育局(CIE)のマスメディア政策担当員として再来日し、1946年4月には新聞・出版課の課長代理に、さらに同年７月には情報課長に昇進し、占領終了の1952年まで務めた。CIEは1949年にNHK、朝日新聞社、労働省、日本銀行、電通など日本の政府広報・マスコミ関係者約140人を集めて13回にわたる広報講習会を開催し、ブラウンはその中心的指導者となる。また、外国映画の許可、検閲、外国文献の翻訳の認可、図書館政策に携わるほか、日本出版協会による戦争責任追及や用紙統制などを背後で操った。
1952年に、在日アメリカ軍の極東軍司令部に移り、情報担当官となる。エドガートン・ハーバート・ノーマンが戦後の初代会長となった日本アジア協会の理事となり、1950年から会報誌の編集長も務めた。1980年に名古屋で死去。家族がなかったため、ブラウンの戦前からの古い友人で元GHQスタッフでもあった弁護士のトマス・L・ブレイクモア（Thomas L. Blakemore　1915～1994）が遺産管財人となった。
初代CIA東京支局長ポール・ブルームの紹介により、1981年に横浜開港資料館が、ブラウンが収集した日本関連の資料約1万点を遺産管財人のブレイクモアから購入し「ドン・ブラウン・コレクション」として公開。

## 関連文献
- 『図説 ドン・ブラウンと昭和の日本 〈コレクションで見る戦時・占領政策〉』 - 図版解説

横浜国際関係史研究会横浜開港資料館編、有隣堂、2005年8月
- 『GHQ情報課長 ドン・ブラウンとその時代―昭和の日本とアメリカ』

横浜国際関係史研究会横浜開港資料館編、日本経済評論社、2009年4月
- 『現代日本の図書館構想　戦後改革とその展開』今まど子・高山正也編著、勉誠出版、2013年7月

三浦太郎「ドン・ブラウンと再教育メディアとしての図書館」　